# Ludwigsthal (Lindberg)

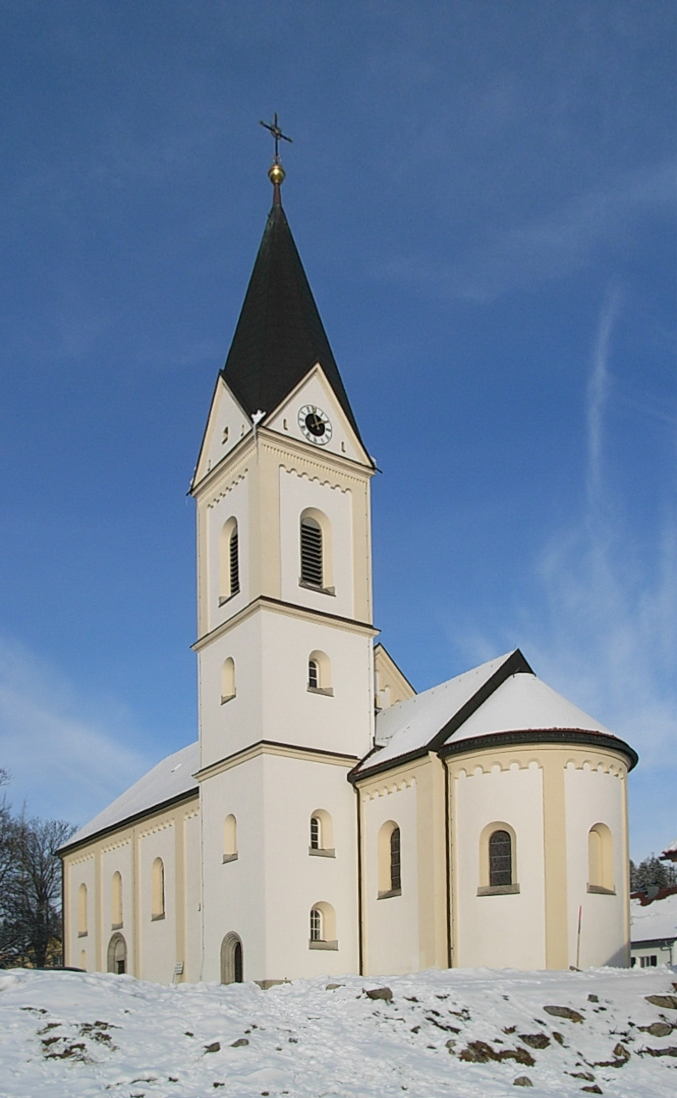
Die Pfarrkirche Hl. Herz Jesu

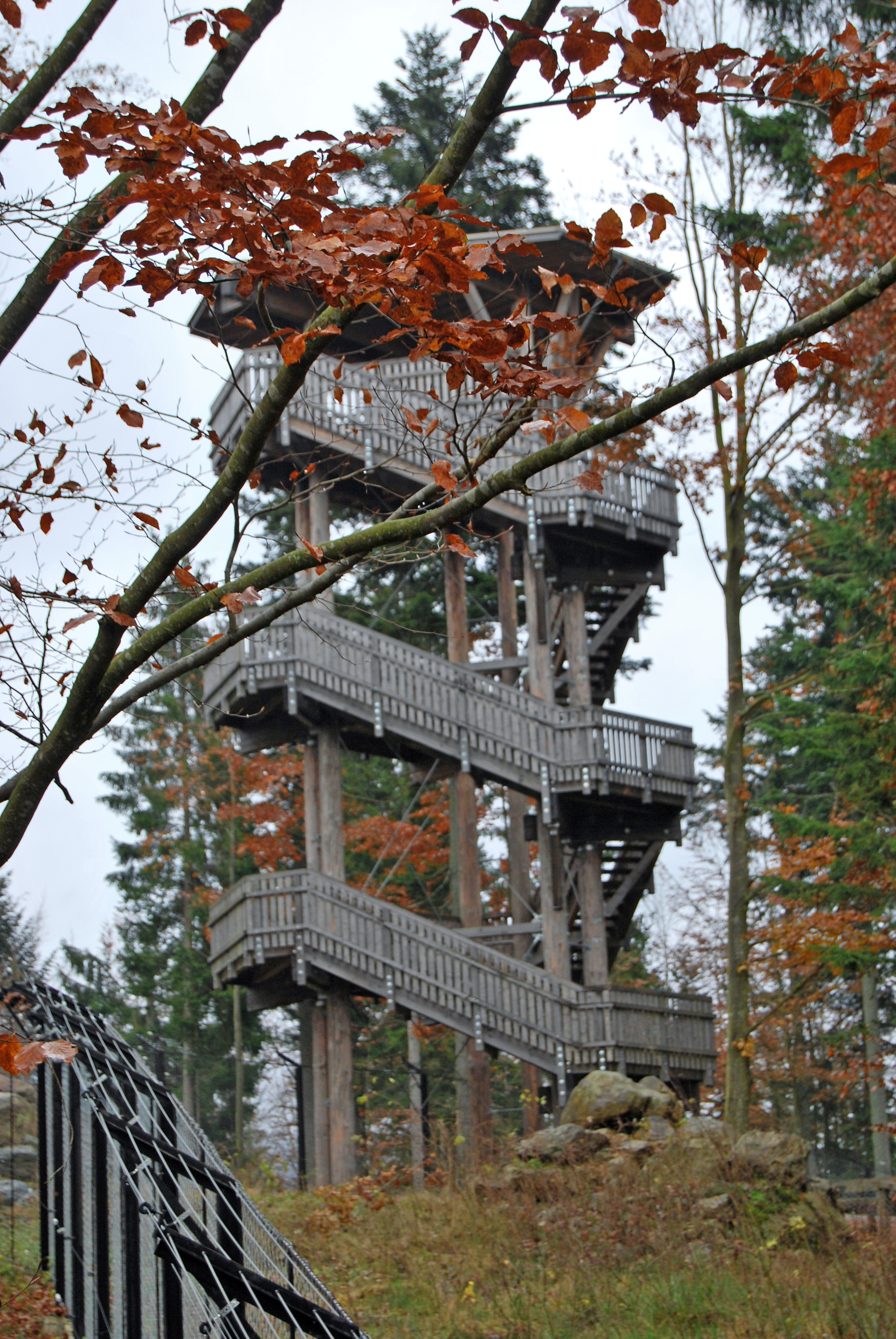
Aussichtsturm beim Haus zur Wildnis

Ludwigsthal ist ein Ortsteil der Gemeinde Lindberg im niederbayerischen Landkreis Regen.

## Lage
Ludwigsthal liegt direkt an der Bundesstraße 11 zwischen Zwiesel und Bayerisch Eisenstein. An der Bahnstrecke Landshut–Bayerisch Eisenstein hat Ludwigsthal einen Haltepunkt.

## Geschichte
1826 gründete Glashüttenmeister Georg Christoph Abele aus Neuhurkenthal im Böhmerwald eine Glashütte und benannte sie ein Jahr später nach König Ludwig I. 1830 erbaute Abele nach den Plänen des Prager Baumeisters von Zobel durch Hofbaumeister-Polier Lexa das Herrenhaus. In der Fabrik wurde 1828 bis 1848 weißes, danach grünes Spiegelglas hergestellt. Im März 1860 wurde der gesamte Besitz gantmäßig versteigert. Für 44.000 Gulden fiel das Objekt an Metzger Josef Pauli und Bierbrauer Josef Kammermeier, beide aus Zwiesel.
Ende des 19. Jahrhunderts erfolgte die Umstellung auf Hohlglasherstellung. Die Glashütte, in der noch nach dem Zweiten Weltkrieg etwa 200 Menschen beschäftigt waren, wurde 1981 geschlossen. Anfang 2006 stürzte das leerstehende Gebäude unter den Schneemassen ein. Das Schloss der Hüttenherren, welches im Januar 2008 vom Verein Pro Nationalpark gepachtet wurde, und die Wohnhäuser der Glasmacher stehen noch. Die Krystallglasmanufaktur Ludwigsthal mit einer Schauglashütte knüpft seit 2001 an die Tradition der Glaskunst in Ludwigsthal an.
Seit dem 1. Juni 1876 weilte Prinz Otto mehrere Wochen auf dem Schloss in Ludwigsthal. Auf Anraten seiner Ärzte ging er häufig im Wald spazieren, und sein Lieblingsweg entlang des Großen Regens nach Regenhütte trägt noch heute den Namen Prinzensteig.
Die Expositur Ludwigsthal wurde 1894 errichtet, 1912 folgte die Erhebung zur Pfarrei.
Seit 1950 besteht der Hundesportverein Ludwigsthal e. V., der TSV Ludwigsthal seit 1977 und der Fischereiverein Ludwigsthal seit 1981. Die Pfarrei Ludwigsthal zählte 1989 947 Katholiken.
Das ehemalige Bahnhofsgebäude des 1,5 Kilometer vom Ort entfernten Bahnhofs Ludwigsthal ist heute Privatbesitz und nicht der Öffentlichkeit zugänglich. Einen Kilometer näher am Ort wurde – unmittelbar beim Nationalpark-Besucherzentrum – 2003 ein neuer Haltepunkt Ludwigsthal eingerichtet.

## Sehenswürdigkeiten

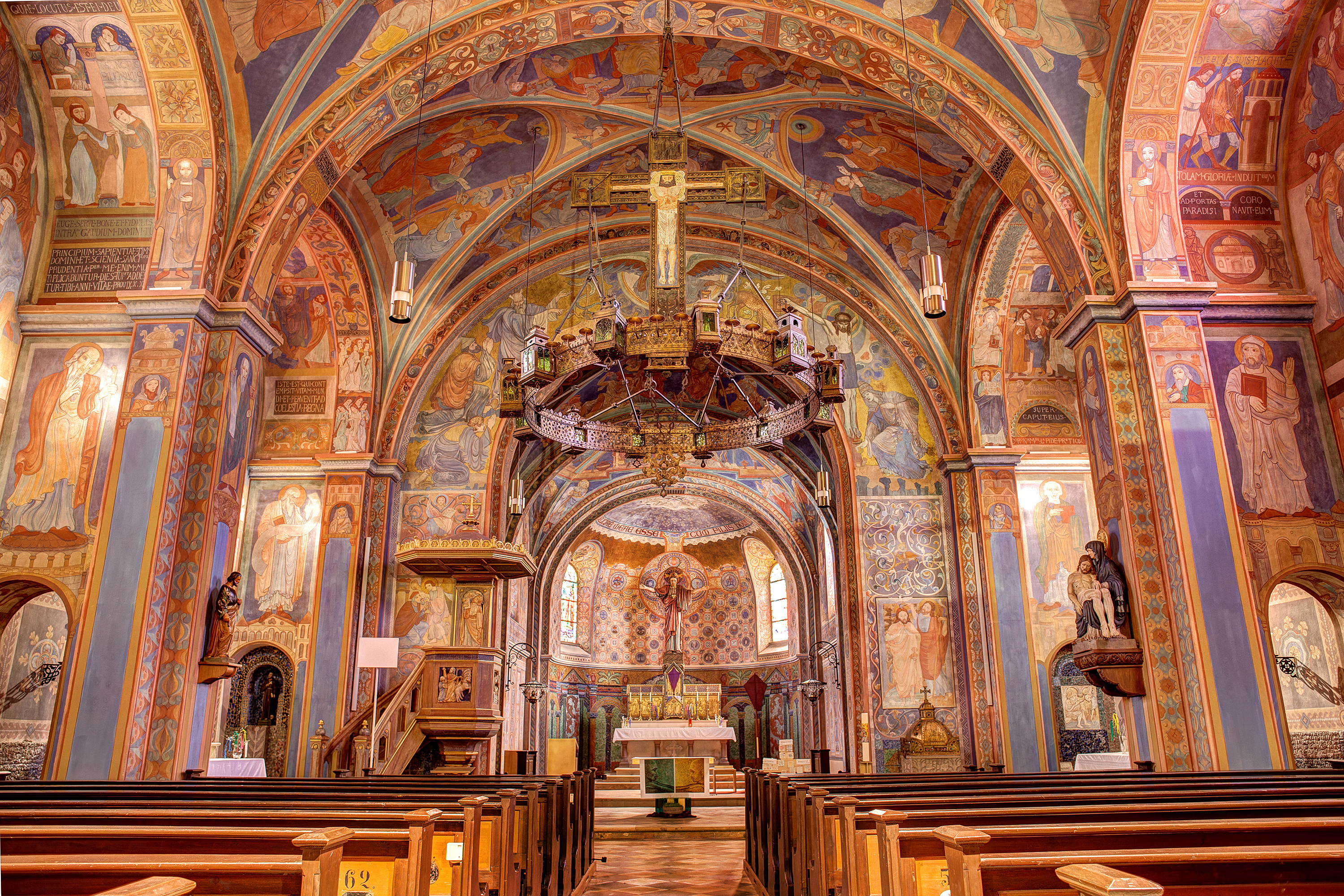
Herz-Jesu Kirche Ludwigsthal (Innenansicht)

Die neuromanische Pfarrkirche Hl. Herz Jesu wurde 1893/94 nach Plänen von Johann Baptist Schott erbaut. Sie besitzt eine einheitlich neuromanische Ausstattung des Münchner Künstlers Franz Hofstötter (1871–1958). Ungewöhnlich ist vor allem die reiche Bemalung des Innenraums.
In der Nähe von Ludwigsthal befindet sich das 2006 errichtete Infozentrum „Haus zur Wildnis“ des Nationalparks Bayerischer Wald sowie ein 65 ha großes Tierfreigehege, in dem ein überdachter hölzerner Aussichtsturm steht.
Auf dem Gelände des Schloss Ludwigsthal befindet sich der 2024 eröffnete Lehrbienenstand des Bienenzuchtvereins Zwiesel. Der dazugehörige Bienenlehrpfad ist ganzjährig der Öffentlichkeit zugänglich.

## Vereine
- TSV Ludwigsthal
- Freiwillige Feuerwehr Ludwigsthal
- Fischereiverein Ludwigsthal
- Schützenverein Ludwigsthal
- Bienenzuchtverein Zwiesel am Schloss Ludwigsthal
- ESV Zwiesel am Bahnhof Ludwigsthal